# Jopie Knol

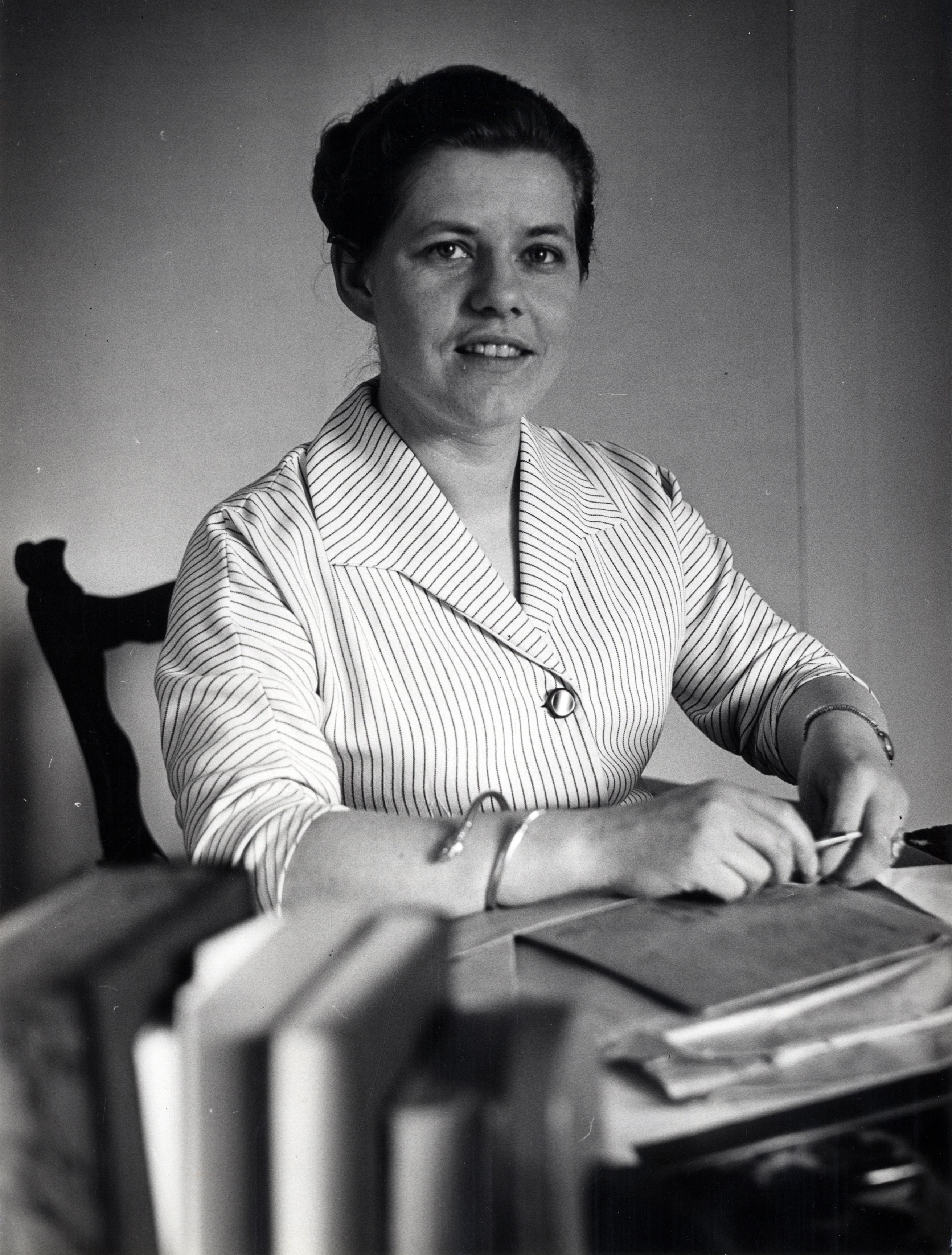
Knol em 1959

Johanna Maria Theresia "Jopie" van der Heijden-Knol (nascida em 7 de fevereiro de 1926) é uma ex-política holandesa. Nascida em Enschede, ela era professora primária. Ela actuou como representante do Partido Popular Católico (KVP) na Câmara dos Representantes de 1959 a 1963. Em 1968, Knol deixou o KVP para ingressar no Partido Político dos Radicais (PPR) e, posteriormente, actuou no Partido das Mulheres no final dos anos 1980.